# Ministério da Cultura e Coordenação Científica
O Ministério da Cultura e Coordenação Científica foi uma departamento do VIII Governo Constitucional de Portugal, responsável pelos assuntos culturais e científicos. O ministério existiu apenas durante um breve período, entre 4 de setembro de 1981 e 9 de junho de 1983, e o seu único titular foi Francisco Lucas Pires.
A maioria das funções, daquele antigo ministério, estão hoje distribuídas pelo Ministério da Cultura e pelo Ministério da Ciência, Inovação e Ensino Superior.